# Río Chinchiná
 (octobre 2013).
Le río Chinchiná est une rivière de Colombie et un affluent du río Cauca dans le bassin du Río Magdalena.

## Géographie
Le río Chinchiná prend sa source près du Nevado del Ruiz, dans la cordillère Centrale, dans le département de Tolima. Il coule ensuite vers l'ouest, passe dans le département de Caldas où il traverse la ville de Manizales avant de rejoindre le río Cauca.